# Zuzana Jusková
Zuzana Jusková (* 1974 Košice) je slovenská zdravotnice a dálková plavkyně, první slovenská žena pokořitelka Lamanšského průlivu a zároveň držitelka absolutního slovenského rekordu.

## Život
Narodila se v roce 1974 v Košicích na Slovensku, s rodinou bydlela na sídlišti Nad jazerom. Matka za mlada hrála volejbal, otec šermoval. Ve věku 10 let ji otec přihlásil do plavecké třídy, trénovala v bývalé Kunsthalle, vynikala v motýlku a kraulu. Jejím prvním trenérem byl vodní pólista Július Samuelis, závodila za košické sportovní kluby ČH-Košice, OŠG, ŠKP Košice. Ačkoli začínala z donucení a s odporem, po více než roce se začaly dostavovat úspěchy v soutěžích a medaile. Od pátého ročníku studovala na košickém sportovním gymnáziu. Do svých 20 let se plavání věnovala soutěžně, dostala se i do juniorské reprezentace a stala se vícenásobnou mistryní ČSSR i ČSFR na 400 m a 800 m volným způsobem. Ve 14 letech poprvé uslyšela v rozhlasovém pořadu o přeplavání kanálu La Manche.
V dospělosti se však začala věnovat práci a rodině, s plaváním přestala. V Prešově absolvovala dvě vysoké školy, nejprve pedagogickou fakultu a poté zdravotnickou. Původně chtěla studovat patologii, později však začala pracovat v urgentní medicíně ve zdravotnické záchranné službě. Věnovala se také pomoci kočkám ve spolku Srdce pro kočky.
Ve věku 40 let se rozhodla splnit svůj mládežnický sen o přeplavání Lamanškého průlivu a počátkem roku 2015 podala přihlášku na Channel Swimming Association se žádostí o povolení k jeho zdolání. Našla si trenéry a dva a půl roku věnovala přípravám, měsíčně naplavala 150-180 kilometrů. Trénovala na slovenských jezerech Bukovec (Košice), Liptovská Mara (Liptov) a Dunajská Lužná (Bratislava) i na soustředěních v Řecku a Španělsku. Koučoval ji kromě Vladimíra Mravce i Zoltán Makai, vůbec první slovenský pokořitel kanálu v éře samostatného Slovenska, jehož rychlostní rekord z roku 2002 s časem 11 hodin 22 minut ani následující 4 slovenští plavci nepřekonali. K úspěšnému pokusu Juskové o přeplavání Lamanšského průlivu z Anglie do Francie došlo 16. srpna 2017 a časem 11 hodin 16 minut překonala i Makaiův slovenský rychlostní rekord.
Na konci září 2017 ji přijal primátor Košic Richard Raši. Rodné město ji v anketě také vyhlásilo Sportovní osobností Košic za rok 2017. V celostátní anketě Sportovec roku 2017 skončila na 29./30. místě. Slovenská plavecká federace (SPF) jí v únoru zvláštní cenu prezidenta SPF za mimořádný čin v rozvoji plaveckých sportů. V roce 2017 získala ocenění Žena roku v anketě Košičan roku (v celkovém žebříčku skončila na třetí příčce). V únoru 2018 zastupitelstvo schválilo udělení Ceny města Košice a 7. května jej Jusková spolu s ostatními oceněnými obdržela.
Po zdolání La Manche se Jusková začala připravovat na přeplavbu Gibraltarského průlivu, což jí však překazila pandemie covidu-19, resp. migrační vlna. Místo toho 22. září 2020 znovu plavala přes Lamanšský průliv, a to v rámci první slovenské ženské štafety s celkovým dosaženým časem 12 hodin 40 minut.
K roku 2018 se sama starala o své dvě děti: staršího syna Jakuba (23) a mladší dceru Laru (13) Ještě před svým úspěšným pokusem o přeplavání Lamanšského kanálu absolvovala dvě operace páteře.